# Piz da las Coluonnas
Der Piz da las Coluonnas ⓘ (vom rätoromanischen culuonna für ‚Säule‘) ist ein Berg südlich vom Julierpass im Kanton Graubünden in der Schweiz mit einer Höhe von 2802 m ü. M. In den SAC-Clubführern wird der Punkt 2961 südöstlich des Punkts 2802 als Piz da las Coluonnas bezeichnet. Den Namen hat der Berg von den Fragmenten einer römischen Säule auf der Passhöhe des Julierpasses am Fusse des Berges.

## Lage und Umgebung
Der Piz da las Coluonnas gehört zur Gruppe des Piz Lagrev, einer Untergruppe der Albula-Alpen. Die Gemeindegrenze zwischen Surses und Silvaplana verläuft 100 m östlich des Gipfels, der Gipfel selbst befindet sich auf Gemeindegebiet von Surses.
Zu den Nachbargipfeln gehören der Piz d’Emmat Dadora, der Piz Lagrev und der Piz Polaschin. Im Norden des Berges befindet sich der Julierpass, im Süden verbindet die Fuorcla Lagrev das Massiv mit dem Piz Lagrev. Am Fuss des Berges befinden sich drei Seen, der Lej da las Culuonnas im Norden, der Leg Grevasalvas im Südwesten und der Lej Lagrev im Südosten.
Der am weitesten entfernte sichtbare Punkt (47° 0′ 17,6″ N, 9° 0′ 27,9″ O) vom Piz da las Coluonnas ist der Schwander Grat im Glärnisch im Kanton Glarus und ist 81,4 km entfernt.
Früher war das Plateau auf dem Massiv vergletschert. Heute befindet sich nur noch ein kleiner Gletscher südlich des Massivs, der Vadret Lagrev.
Talort und häufiger Ausgangspunkt ist der Julierpass.

## Routen zum Gipfel
Im Folgenden werden die Routen bis zum P. 2961, südöstlich des eigentlichen Piz da las Coluonnas beschrieben.

### Sommerrouten

#### Vom Julierpass
- Ausgangspunkt: Julierpass (2284 m)
- Schwierigkeit: L
- Zeitaufwand: 2½ Stunden

#### Über den Südgrat
- Ausgangspunkt: Chamanna dal Stradin an der Julierstrasse (2161 m)
- Via: Fuorcla Lagrev (2863 m)
- Schwierigkeit: L
- Zeitaufwand: 3 Stunden

#### Über den Nordwestgrat
- Ausgangspunkt: La Veduta (2233 m) an der Julierpassstrasse
- Via: Über die Kuppe P. 2449, Leg Grevasalvas (2390 m), P. 2633, P. 2802
- Schwierigkeit: L
- Zeitaufwand: 2–2½ Stunden

#### Über den Nordpfeiler
- Ausgangspunkt: Julierpass (2284 m)
- Schwierigkeit: S
- Zeitaufwand: 4–5 Stunden

### Winterrouten

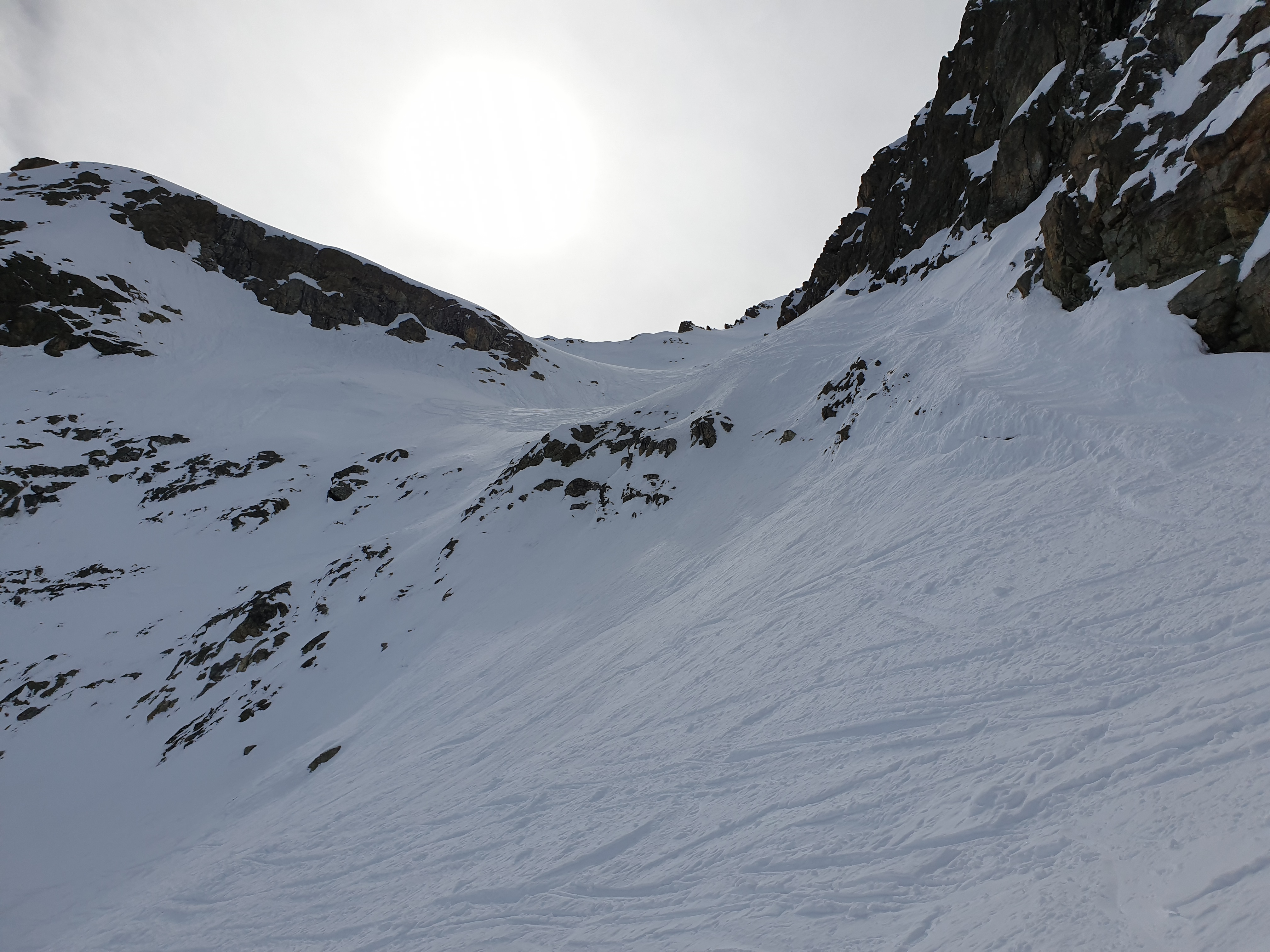
Steilstufe in einem der Couloirs der Nordflanke

#### Von La Veduta
- Ausgangspunkt: La Veduta (2233 m) an der Julierpassstrasse
- Via: Über die Kuppe P. 2449, Leg Grevasalvas (2390 m), P. 2633, P. 2802
- Expositionen: N, W, S
- Schwierigkeit: WS+
- Zeitaufwand: 2½ Stunden

#### Abfahrt über die Nordflanke zur Alp Güglia
Eindrucksvolle Steilabfahrten durch die beiden Nordrinnen, die aber sichere Verhältnisse verlangen (30–35° auf 350 Hm, 2 Steilstufen bis 40°). Die Abfahrtsrouten sind von der Julierpassstrasse gut einsehbar. Nur für alpinerfahrene Skitouristen.
- Ziel: Julierpass (2284 m)
- Expositionen: N
- Schwierigkeit: S

## Galerie

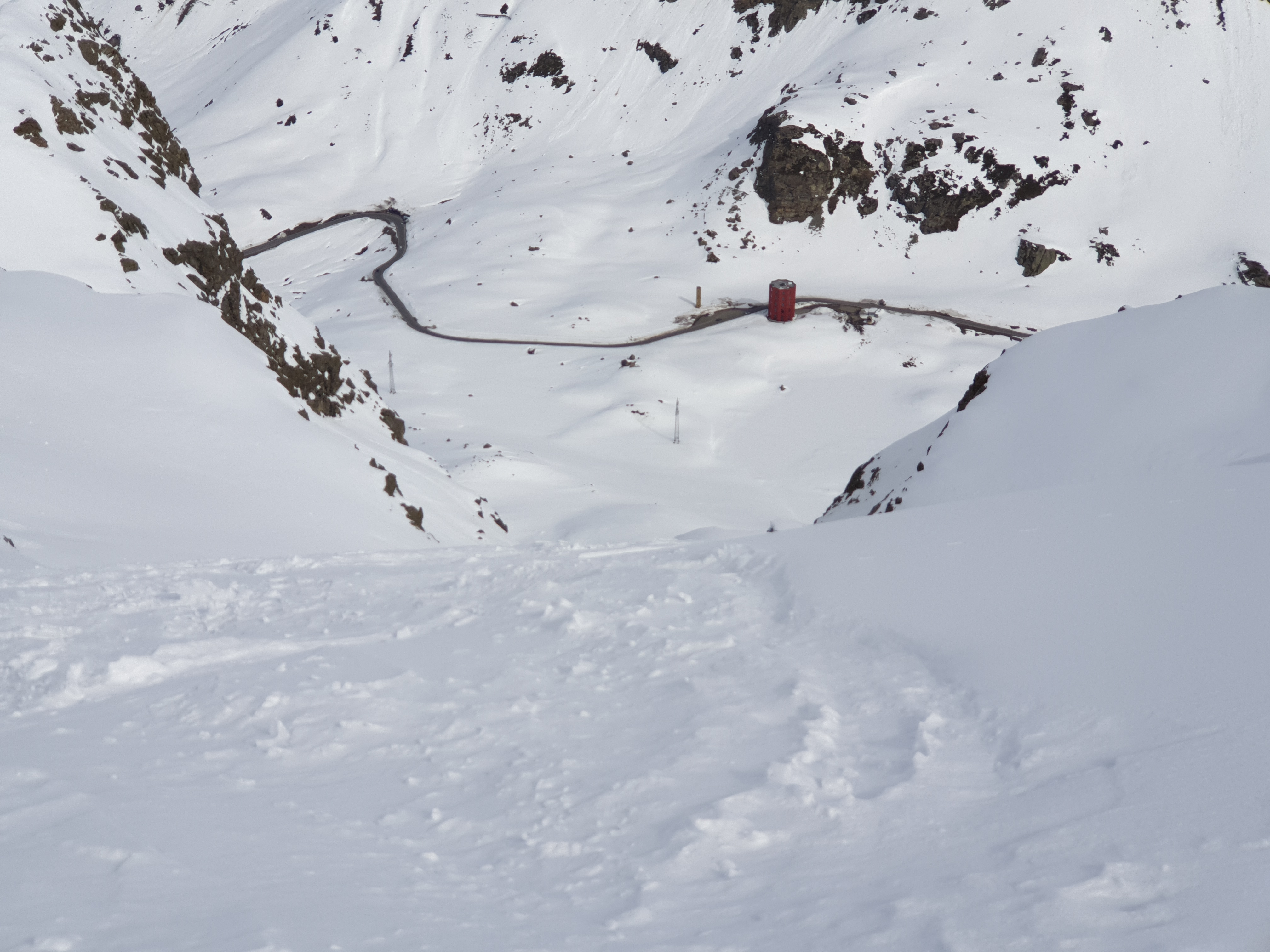
Blick durch das Nordcouloir hinunter zum Julierpass mit dem Juliertheater.
Luftaufnahme mit Piz da las Coluonnas (unten) und Piz Lagrev (Bildmitte) auf einem Bild von 1925.
Luftaufnahme mit dem Piz da las Coluonnas (unten rechts) und Piz Julier (Bildmitte) auf einem Bild von 1954.